# Princeton (Illinois)
Pour les articles homonymes, voir Princeton.
La ville de Princeton est le siège du comté de Bureau, dans l’État de l’Illinois, aux États-Unis. Sa population s’élevait à 7 660 habitants lors du recensement de 2010, estimée à 7 545 habitants en 2018.

## Histoire
Princeton a été établie dans les années 1830 et incorporée en tant que city en 1884.

## Démographie
| Groupe            | Princeton | Illinois | États-Unis |
| ----------------- | --------- | -------- | ---------- |
| Blancs            | 96,6      | 71,5     | 72,4       |
| Métis             | 1,1       | 2,3      | 2,9        |
| Asiatiques        | 0,9       | 4,6      | 4,8        |
| Afro-Américains   | 0,6       | 14,6     | 12,6       |
| Autres            | 0,6       | 6,7      | 6,4        |
| Amérindiens       | 0,2       | 0,3      | 0,9        |
| Total             | 100       | 100      | 100        |
|                   |           |          |            |
| Latino-Américains | 2,7       | 15,8     | 16,7       |

Selon l'American Community Survey, pour la période 2011-2015, 97,04 % de la population âgée de plus de 5 ans déclare parler l'anglais à la maison, 1,38 % déclare parler l'espagnol, 0,57 % le tagalog et 1,0 % une autre langue.